# Provinz Urubamba
Die Provinz Urubamba ist eine von dreizehn Provinzen der Region Cusco in Südzentral-Peru. Sie hat eine Fläche von 1439,43 km². Beim Zensus 2017 wurden in der Provinz 60.739 Einwohner gezählt. Im Jahr 1993 lag die Einwohnerzahl bei 48.254, im Jahr 2007 bei 56.685. Die Provinzverwaltung befindet sich in der Stadt Urubamba.

## Geographische Lage
Die Provinz Urubamba liegt in den Anden etwa 25 km nordwestlich der Regionshauptstadt Cusco. Die Provinz erstreckt sich entlang einem etwa 75 km langen Abschnitt des Río Urubamba, der diese in westnordwestlicher Richtung durchquert. Entlang der südwestlichen Provinzgrenze verläuft die Cordillera Vilcabamba mit dem 6264 m hohen Salcantay. Entlang der nördlichen Provinzgrenze verläuft ein Gebirgskamm mit den Gipfeln Nevado Veronica (5683 m) und Nudo Chicón (5515 m).
Die Provinz Urubamba grenzt im Nordosten an die Provinz Calca, im Südosten an die Provinz Cusco, im Süden an die Provinz Anta sowie im Nordwesten an die Provinz La Convención.

## Verwaltungsgliederung
Die Provinz Urubamba ist in sieben Distrikte gegliedert. Der Distrikt Urubamba ist Sitz der Provinzverwaltung.
| Distrikt      | Verwaltungssitz |
| ------------- | --------------- |
| Chinchero     | Chinchero       |
| Huayllabamba  | Huayllabamba    |
| Machupicchu   | Machupicchu     |
| Maras         | Maras           |
| Ollantaytambo | Ollantaytambo   |
| Urubamba      | Urubamba        |
| Yucay         | Yucay           |